# Zulema Bagur
Zulema Bagur (Maó, 1963) és una artista visual menorquina dedicada a la il·lustració i la pintura principalment.
Bagur estudià Arts Plàstiques i Disseny a l'Escola d'Arts i Oficis de Maó, i s'especialitzà en disseny de joieria. També ha treballat en fotografia. Dedicada professionalment a l'art des del 1996, Bagur ha participat en exposicions col·lectives, així com individuals a Menorca, Eivissa, Barcelona, Mataró, així com també a l'estranger, Bèlgica, Alemanya, entre d'altres. Ha estat guardonada en nombroses ocasions amb premis que avalen la seva dilatada trajectòria. Actualment viu a Menorca i té el seu estudi a Binissafúller, a Sant Lluís.
Les seves obres beuen del seu entorn, inspirant-se sovint en el paisatge natural menorquí. A mig camí entre la figuració i l'abstracció, les obres de Bagur capten el mar que s'uneix amb la terra, les roques tan característiques de la geografia menorquina; de tons blavosos i verds, les seves obres es caracteritzen per una pinzellada àgil i amb molt de moviment. En paraules de la mateixa artista «La meva obra parteix d'una emoció que trob a la natura, el paisatge, i els éssers vius... La meva idea és descompondre el que m'atreu del que veig i em fa viure». Amb el mar com a element vertebrador en les seves obres, Bagur ens parla de bellesa, però també de denúncia i emergència climàtica.